# Мега-чудесата на Калинката и Черния котарак
„Мега-чудесата на Калинката и Черния котарак“ (на английски: Miraculous: Tales of Ladybug and Cat Noir) познат още като („Чудотворците“ и „Чудотворна калинка ") е френско-корейско-японски приключенски анимационен сериал, произведен от френските студия Zagtoon и Method Animation в сътрудничество с De Agostini в Италия, Toei Animation в Япония и Method Animation в САЩ. В сериите се разказва за парижките тийнейджъри Маринет Дюпон-Ченг и Ейдриън Агресте, които се трансформират в супергероите Калинката и Черния котарак, за да предпазят града от суперзлодеите.
Сериалът е бил създаден от френския аниматор Томас Аструк. Преди дебюта си във Франция на 19 октомври 2015 г. по TF1, серията е била излъчена първо в Южна Корея на 1 септември 2015 г. В САЩ дебютира по Nickelodeon на 6 декември, а в Обединеното кралство и Ирландия на 30 януари 2016 г. по Disney Channel. Специален коледен епизод е бил излъчен през 2016,а премиерата на втория сезон е била през 2017 – по TF1 във Франция и Disney Channel UK в Англия.Netflix придоби правата за излъчване в САЩ и следващите сезони са в процес на създаване. През 2021 г. излезе сезон 4, премиерата му в България започна на 4 септември 2021 г.

## Сюжет
Внимание:  Текстът по-долу разкрива сюжета на произведението (или части от него)!
Когато злото се надигне, Маринет се трансформира в таен супергерой на име „Калинката“, а Ейдриън от своя страна в „Черния котарак“ използвайки магически бижута наречени „Чудотворци“. Несъзнаващи за истинската самоличност на другия, двамата супергерои работят заедно, за да защитят Париж от мистериозния злодей Хок Мот(по-късно Тъмен мот и Монарх), който се опитва да отнеме силите им използвайки пеперуди, наречени Акуми, създадени от отрицателна енергия, с която превръщат нормални хора в суперзлодеи.

## Герои
- Маринет Дюпон-Ченг / Калинката – гимназистка в модния колеж „Франсоа-Дюпонт“. Родителите ѝ управляват известна пекарна. Тя е сладка, весела и непохватна, но уважавана от своите връстници. Влюбена е в Ейдриън и най-добрата ѝ приятелка е Аля. Куамито ѝ е Тики, а оръжието ѝ е йо-йо с което може да използва специалната си сила „Късметлийски талисман“, да залавя акумите и да ги освобождава от злото. Думите ѝ за трансформация са „Тики, давай“ и „Тики твой ред е". В четвърти сезон Калинката е способна да прави магически талисмани, които пазят жертвите на акуми и амонги от бъдещи такива събития.
- Ейдриън Агресте / Черния котарак – съученик на Маринет. Известен супермодел в компанията на баща си. Майка му е изчезнала. Той е мил, лоялен, чувствителен, харесван и умен. Влюбен е в Калинката и най-добрият му приятел е Нино. Куамито му е Плаг, а оръжието му е мултифункционална разтягаща се пръчка. Специалната му сила е „Катаклизъм“, а думите му за трансформация са „Плаг, извади ноктите!“
- Гейбриъл Агресте / Хок Мот – Мистериозен злодей, който превръща всеки в суперзлодей чрез своите акуми. Баща на Ейдриън. Притежава чудотвореца на пеперудата и куамито му е Норо. Негова единствена цел е да се добере до чудотворците на Калинката и Черния котарак (за да върне съпругата си). В четвърти сезон той е Тъмния Мот, а в петият-Монарх.
- Тики  – куамито на Маринет. На повече от 5000 г. е и е помагала на всяка Калинка. Когато Маринет се трансформира, Тики се прибира в обеците (чудотвореца) ѝ. Един от двата най-силни чудотвореца, има силата да създава и символизира Ин. Тики означава „щастие“.
- Плаг – куамито на Ейдриън. Саркастичен и мързелив. Любимата му храна е сирене камембер. Когато Ейдриън се трансформира, Плаг се прибира в пръстена (чудотвореца) му. Един от двата най-силни чудотвореца, има силата да разрушава и символизира Ян. Плаг означава „чума“.
- Аля Сезаре / Рина Руж – съученичка и най-добрата приятелка на Маринет. Семейството ѝ е родом от Мартиника. Стреми се да бъде журналистка и отговаря за училищния блог. Обожава супергерои. Огромен фен е на Калинката и даже има уебсайт познат като „Блога на Калинката“, но и тя както всички други не знае за идентичността ѝ. По-късно обаче Маринет казва на Аля за тайната й самоличност. В 8-и епизод на 1-ви сезон Хок Мот я превръща в суперзлодеят „Госпожица Уай-Фай“. В няколко от епизодите от 2-ри сезон, временно получава „Чудотвореца на Лисицата“ превръщайки се в Рина Руж, чието куами е Трикс. В епизода „Разрушителят“ Аля се превръща в Шарената Рийна. В епизода „Хак-Сан“ тя получава временно „Чудотвореца на Калинката“ и се превръща в Скарабела, когато Маринет отива на екскурзия в Лондон при посещение на леля Шу Ин.
- Клоуи Бyржоа / Кралицата пчела – дъщерята на кмета на Париж и съученичка на Маринет от 5 години. Тя е разглезена снобка, която си мисли, че светът се върти около нея. Пада си по Ейдриън още от детството и често се опитва да го очарова, което най-често само му причинява неудобство. Голям фен е на Калинката и даже има неин костюм.В 17-и епизод на 1-ви сезон Хок Мот я превръща в суперзлодея „Антибъг“. Във 2-ри сезон, временно получава „Чудотвореца на Пчелата“ превръщайки се в Кралица Пчела, чието куами е Полен. В края на 3-ти сезон Хок Мот я превръща в суперзлодея „Чудотворната кралица“ и след това тя престава да ползва „Чудотвореца на Пчелата“ и да е приятелка на Ейдриън.
- Нино Лахиф / Карапас – съученик и най-добрият приятел на Ейдриън. Гадже на Аля и диджей на училищното радио. Във 3-ти епизод на 1-ви сезон Хок Мот го превръща в суперзлодея „Балоненият“. Във 2-ри сезон, временно получава „Чудотвореца на Костенурката“ превръщайки се в Карабас, чието куами е Уайз.
- Уайз – куамито на Нино, както и на Уанг Фу (учителят Фу). Представлява зелена костенурка. Думите му за трансформация са „Уайз,извади черупката“.
- Сабрина – единствената приятелка на Клоуи и неин асистент. В 10-и епизод на 1-ви сезон Хок Мот я превръща в суперзлодея „Невидимата“. В 3-ти сезон Хок Мот пак я акуматизира в суперзлодей на име „Чудотворната“.
- Уанг Фу – над сто-годишен лечител и последният „Велик пазител“ на чудотворците. Той е този, който дава чудотворците на Калинката и Черия котарак, защото е твърде стар да се бие с Хок Мот. Неговото куами е костенурката Уайз. Преди много време Фу е бил част от монаси обучаващи се да защитават чудотворците в Тайландски храм, но направил грешка, заради която храмът бил разрушен, а чудотворецът на Пеперудата бил изгубен.
- Натали / Мойра – асистентката на Гейбриъл Агресте. Във 2-ри сезон, временно получава „Чудотвореца на Пауна“ превръщайки се в Мойра, чието куами е Дусу.

## Актьорски състав

### Френска версия
- Анук Обоа – Маринет/Калинката
- Бенджамин Булен – Ейдриън/Черният Котарак
- Антоан Томе – Гейбриъл/Хок Мот (Хок Мот, сезони 1 - 3/Тъмният Мот, сезон 4/Монарх, сезон 5)
- Фани Блок – Аля/Рина Руж
- Александър Нуйен – Нино/Карапас
- Мари Шевалот – Клоуи/Кралицата Пчела, Натали/Мойра

### Английска версия
- Кристина Ви – Маринет/Калинката
- Брайс Папенбрук – Ейдриън/Черният Котарак
- Кийт Силвърстайн – Гейбриъл (Хок Мот, сезони 1 - 3/Тъмният Мот, сезон 4/Монарх, сезон 5)
- Кери Керанен – Аля/Рина Руж
- Бенджамин Дискин (сезони 1 - 3) – Нино/Карапас
- Зено Робинсън (сезон 4) – Нино/Карапас
- Селах Виктор – Клоуи/Кралицата Пчела
- Сабрина Уейз – Натали/Мойра

## Синхронен дублаж
| Персонаж                                                               | Изпълнител |
| ---------------------------------------------------------------------- | --- |
| Маринет/Калинката                                                      | Надежда Панайотова |
| Ейдриън/Черният Котарак                                                | Камен Асенов |
| Гейбриъл/Хок Мот (сезони 1 - 3) Тъмният Мот (сезон 4) Монарх (сезон 5) | Христо Бонин (сезони 1 - 2) Тодор Георгиев (сезон 3 - сезон 4, еп. 20) Петър Калчев (сезон 4, еп. 21 - сезон 5)                                                   |
| Аля/Рина Руж                                                           | Елена Грозданова (сезони 1 - 2; сезон 4, еп. 20 - сезон 5) Мариета Петрова (сезон 3, еп. 1 - сезон 3, еп. 19) Дайяна Димитрова (сезон 3, еп. 20 - сезон 4, еп.19) |
| Нино/Карапас                                                           | Христо Димитров |
| Клоуи/Кралицата Пчела                                                  | Татяна Етимова |
| Натали/Мойра                                                           | Мариета Петрова |
| госпожа Мария Ленор                                                    | Мариета Петрова |

| Песен        | Изпълнител       |
| ------------ | ---------------- |
| „Ето ги тях“ | Боряна Йорданова |

| Обработка              | Александра Аудио |
| ---------------------- | ---------------- |
| Изпълнителен продуцент | Васил Новаков    |
| Режисьор на дублажа    | Мариета Петрова  |